# Rambuasalama
Rambuasalama is een geslacht van vlinders uit de familie van de Houtboorders (Cossidae). De wetenschappelijke naam en de beschrijving van dit geslacht zijn voor het eerst gepubliceerd in 2008 door Roman Viktorovitsj Jakovlev en Aidas Saldaitis.
Dit geslacht is monotypisch, dat wil zeggen dat het maar één soort heeft namelijk Rambuasalama augustasi Yakovlev & Saldaitis, 2008 uit Madagaskar.